# Bezirk Eeklo
Der Bezirk Eeklo ist einer von sechs Bezirken (Arrondissements) in der belgischen Provinz Ostflandern. Er umfasst eine Fläche von 333,83 km² mit 89.175 Einwohnern (Stand: 1. Januar 2024) in sechs Gemeinden.

## Gemeinden im Bezirk Eeklo
| Gemeinde      | Einwohner 1. Januar 2024 | Fläche km² | Dichte Einw./km² | NIS- Code | Postleitzahl     |
| ------------- | ------------------------ | ---------- | ---------------- | --------- | ---------------- |
| Assenede      | 14.650                   | 87,22      | 168              | 43002     | 9960, 9961, 9968 |
| Eeklo         | 22.401                   | 30,05      | 745              | 43005     | 9900             |
| Kaprijke      | 6.660                    | 33,71      | 198              | 43007     | 9970–9971        |
| Maldegem      | 24.744                   | 94,64      | 261              | 43010     | 9990–9992        |
| Sint-Laureins | 7.016                    | 74,50      | 94               | 43014     | 9980–9982, 9988  |
| Zelzate       | 13.704                   | 13,71      | 1.000            | 43018     | 9060             |
| Bezirk Eeklo  | 89.175                   | 333,83     | 267              | 43000     | –                |